# Maksim Marinin
Maksim Marinin (n. 23 martie 1977, Volgograd, RSFS Rusă, URSS) este un patinator artistic ce a reprezentat Rusia, medaliat olimpic. A participat la 2 ediții ale Jocurilor Olimpice (2002, 2006) în care a câștigat o medalie de aur.